# Rogsta församling

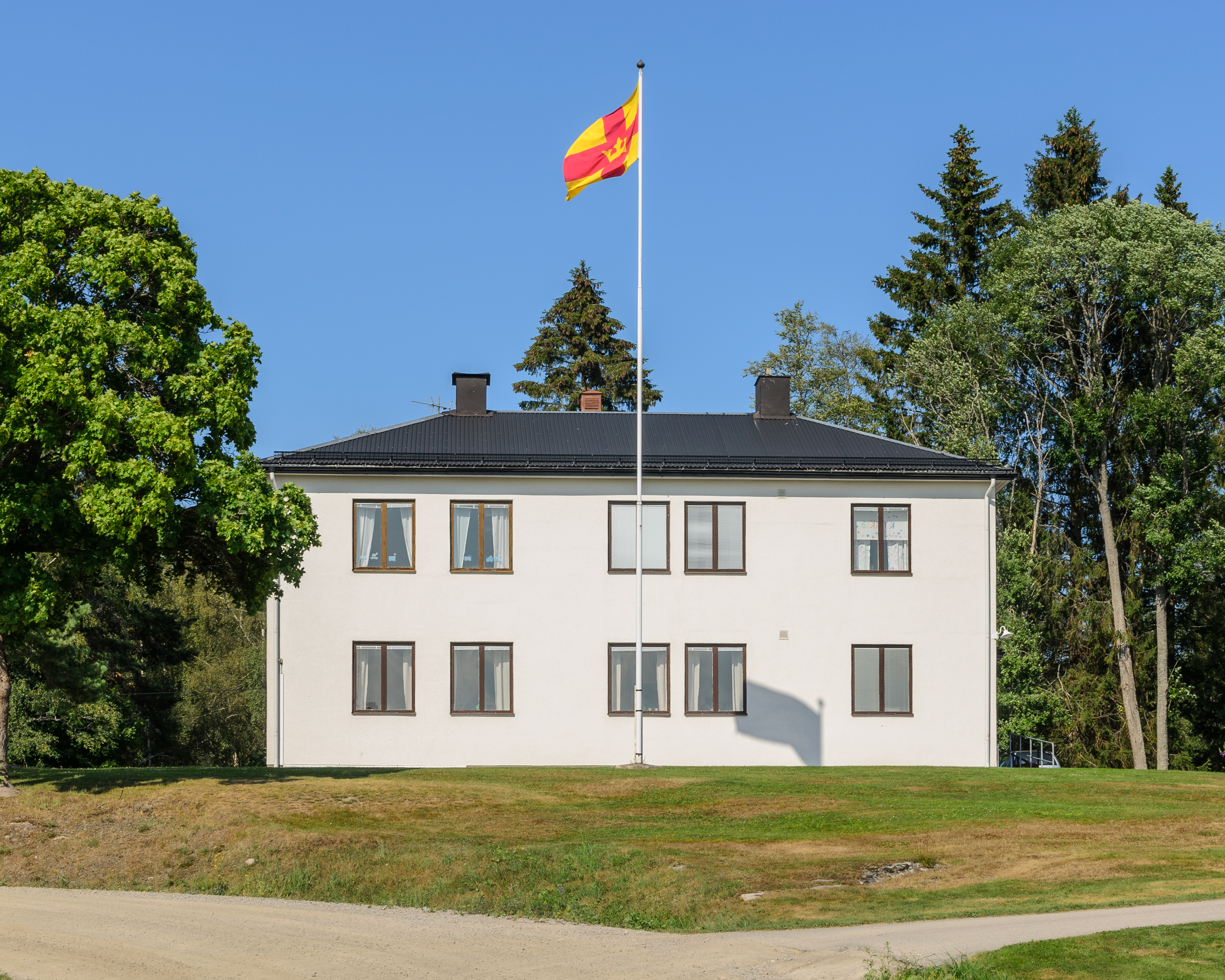
Rogsta församlingshem

Rogsta församling var en församling i Uppsala stift och i Hudiksvalls kommun i Gävleborgs län. Församlingen uppgick 2010 i Hälsingtuna-Rogsta församling.

## Administrativ historik
Församlingen har medeltida ursprung.
Församlingen var till 1 maj 1918 moderförsamling i pastoratet Rogsta och Ilsbo, för att därefter utgöra ett eget pastorat, för att från en tidpunkt före 1999 vara annexförsamling i pastoratet Hälsingtuna och Rogsta. Församlingen uppgick 2010 i Hälsingtuna-Rogsta församling.
Församlingskod var 218404.

## Kyrkor
- Rogsta kyrka